# Hiroki Matsueda
Hiroki Matsueda (* 20. Mai 1993) ist ein japanischer Leichtathlet, der sich auf den Langstreckenlauf spezialisiert hat.

## Sportliche Laufbahn
Erste internationale Erfahrungen sammelte Hiroki Matsueda bei den Crosslauf-Weltmeisterschaften 2015 in Guiyang, bei denen er in 38:24 min auf den 52. Platz gelangte. 2019 gewann er bei den Asienmeisterschaften in Doha in 13:45,44 min die Bronzemedaille im 5000-Meter-Lauf hinter den beiden Bahrainern Birhanu Balew und Albert Rop. Rop wurde die Silbermedaille nachträglich wegen eines Dopingverstoßes aberkannt und Matsueda rückte auf den Silberrang vor. 2020 siegte er in 13:37,37 min über 5000 m beim Sir Graeme Douglas International und im Jahr darauf startete er über diese Distanz bei den Olympischen Spielen in Tokio und verpasste dort mit 14:15,54 min den Finaleinzug.
In den Jahren 2017 und 2019 wurde Matsueda japanischer Meister im 5000-Meter-Lauf.

## Persönliche Bestleistungen
- 3000 Meter: 7:54,33 min, 21. Mai 2017 in Kawasaki
- 5000 Meter: 13:24,29 min, 18. Juli 2020 in Chitose
  - 5000 Meter (Halle): 13:47,64 min, 8. Februar 2019 in Boston